# Terror in Tokio
Terror in Tokio (jap. 残響のテロル, Zankyō no Teroru) ist eine Anime-Fernsehserie aus dem Jahr 2014, die beim Studio MAPPA entstand. Das Werk, das von geheimnisvollen Terroranschlägen zweier Jugendlicher und den Ermittlungen dagegen handelt, ist in die Genres Seinen, Thriller und Drama einzuordnen.

## Handlung
Nach dem spektakulären Diebstahl von Plutonium aus einer Aufbereitungsanlage in Nordjapan tappt die Polizei im Dunkeln. Einer der Täter konnte sich als Arbeiter einschleusen, ein anderer brach mit seinem Schneemobil durch die Sperren und mit seinem Komplizen und der Beute wieder aus. Zurück ließen sie ein auf dem Boden gespraytes „VON“.
Die Diebe, zwei Jugendliche, die sich gegenseitig „Nine“ und „Twelve“ nennen, besuchen im folgenden Sommer die Schule, auf die auch das Mädchen Lisa Mishima (三島 リサ) geht. Sie wird von ihren Mitschülern gemobbt, die beiden neuen Mitschüler scheinen sie aber beschützen zu wollen. Kurz darauf nutzen die beiden einen Schulausflug ins Tokyo Metropolitan Government Building, um dort erst einen Brand und dann Bomben zu legen, die einen der beiden Türme einstürzen lassen. Lisa entdeckt zufällig Twelve beim Legen der Bomben, der sie vor die Wahl stellt Komplizin zu werden oder zu sterben. Lisa willigt ein – ist sie doch mit ihrem Leben unglücklich, in dem sie Mobbing ihrer Mitschüler und Gefühlsausbrüchen ihrer Mutter ausgesetzt ist. Nach dem Anschlag, bei dem wegen des Brandes alle rechtzeitig aus dem Gebäude flohen und keiner umkam, wird die Polizei auf eine Videobotschaft der beiden Jugendlichen aufmerksam. In der haben sie als „Sphinx Nr.1“ und „Sphinx Nr.2“ den Anschlag fröhlich angekündigt.
Es wird eine Ermittlungseinheit zur Aufklärung gegründet und bald erscheint ein weiteres Video. Sphinx Nr. 1 und Nr. 2 kündigen eine weitere Explosion an und stellen der Polizei darin ein Rätsel. Die Ermittler können dieses nicht rechtzeitig lösen und eine Bombe in einem Polizeirevier explodiert – wieder ohne Tote. Die Ermittler reaktivieren daraufhin Kenjirō Shibazaki (柴崎 健次郎), der das Rätsel lösen konnte. Er war früher ein wegen seines scharfen Verstands bekannter Polizist, wurde aber strafversetzt, als er gegen einen hohen Politiker ermitteln wollte. Nun soll er den Ermittlungen zum Erfolg verhelfen und kann das nächste Rätsel der beiden jungen Terroristen tatsächlich lösen, sodass die Bombe rechtzeitig gefunden wird. Auch erkennt die Polizei, dass es einen Zusammenhang zwischen den Anschlägen und dem Diebstahl von Plutonium gibt.
Beim nächsten Rätsel von Nine und Twelve befürchtet die Polizei daher, dass das radioaktive Material für die Bombe eingesetzt wurde. Trotz Warnung der beiden Terroristen greift die Polizei am vermuteten Ort der Bombe zu, sodass, obwohl das Rätsel von Shibazaki rechtzeitig gelöst wird, die „Bombe“ auslöst. Jedoch handelt es sich dabei um die Ermittlungsakten zu den Anschlägen, die allesamt veröffentlicht werden. Die Polizei ist blamiert. Lisa Mishima läuft zur gleichen Zeit von zu Hause weg, um vor ihrer Mutter und dem Mobbing zu fliehen. Sie wird von Twelve aufgegriffen und trotz Nines Widerspruch bei den beiden aufgenommen. Der nächste Anschlag der Gruppe zielt auf die U-Bahn. Doch die Polizei arbeitet nicht wie erwartet und plötzlich fällt das komplette Handynetz aus, sodass auch Nine und Twelve die Bombe nicht aus der Ferne stoppen können. Sie greifen direkt ein und verhindern so nur knapp, dass es bei der Explosion Tote gibt, denn Schaden an Menschen wollen sie unbedingt verhindern. Während nun Shibazaki bemerkt, dass zwischen den Anschlägen ein Muster steckt, das auf ein Regierungsprogramm und dessen Beteiligte verweist, mischen sich die oberen Polizeiebenen und schließlich das FBI ein. Bei diesem ist auch eine junge Frau, die die beiden Terroristen als „Five“ kennen. Sie verhinderte den geplanten Ablauf des letzten Anschlags und teilt den beiden daraufhin noch mit, dass sie sie aufgespürt hat. Als nächsten Schritt inszeniert sie selbst eine Anschlagsankündigung der Gruppe am Flughafen. Da Nine befürchtet, dass tatsächlich eine Bombe explodieren könnte, gehen sie auf das Spiel von Five ein und nehmen zur Verstärkung Lisa mit, die sich bei ihnen bisher als wenig hilfreich erwiesen hat. Der japanischen Polizei wird untersagt, die Arbeit des FBI zu stören. Doch einige Beamte um Shibazaki setzen sich darüber hinweg und fahren ebenfalls zum Flughafen.
Am Flughafen entbrennt ein Katz- und Maus-Spiel zwischen den beiden Terroristen und Five. Die beiden Jungen versuchten Lisa einzusetzen, um sich einen Vorteil zu verschaffen, doch behält Five die Kontrolle. Erst als Shibazaki sich entscheidet, eher den beiden Terroristen zu vertrauen als dem FBI, kann durch sein Eingreifen verhindert werden, dass durch die Explosion der Bombe Menschen verletzt werden. Nine, Twelve und Lisa können fliehen, doch weiß ihre Gegenspielerin nun auch von Lisa. Und die Polizisten, die zum Flughafen gefahren sind, werden suspendiert und Shibazaki entlassen. Der lässt sich davon nicht abbringen und recherchiert auf eigene Faust weiter. Bald erhält er Unterstützung von seinem jungen Kollegen Hamura, der den Fall auch nicht ruhen lassen will. Zusammen kommen sie einem Projekt der Regierung auf die Spur, in dem zehn Jahre zuvor hochbegabte Waisen aus dem ganzen Land einer besonderen Ausbildung unterzogen wurden. Von den damaligen Teilnehmern finden sie keine Spur mehr. Währenddessen geht Five gegen die beiden Jungs und Lisa vor. Zuerst lässt sie deren Unterschlupf eine Bombe zukommen und dann Lisa entführen. Gegen Nines Widerspruch will Twelve sie retten.
Five lockt Twelve in eine Falle. Trotz seinem Bemühen kann Twelve die Bombe nicht entschärfen, will Lisa aber auch nicht allein lassen. Er gesteht ihr seine Liebe und verrät schließlich an Five das Versteck der Atombombe, die er mit Nine gestohlen hat. Diese war die erste, die Japan heimlich produziert hat. Die dahinterstehende Gruppe um den gealterten Politiker Mamiya will Japan wieder zu militärischer Stärke verhelfen. Dafür schuf diese Gruppe auch den Athena-Plan, dem Shibazaki und Hamura auf die Spur kamen. Bei dem in einer abgelegenen Einrichtung durchgeführten Plan wurde den Kindern ein Medikament gegeben, das ihre Fähigkeiten fördert. Der Plan wurde vom US-Geheimdienst aufgedeckt und musste abgebrochen werden. Die einzige Überlebende – Five – kam in Obhut der Amerikaner. Außerdem konnten zwei Jungs fliehen.
Nine stellt sich der Polizei und verlangt eine Pressekonferenz, sonst würde eine Atombombe in Tokio gezündet. Auf dem Weg zur Konferenz greift der amerikanische Geheimdienst an, doch mit der Hilfe von Twelve gelingt Nine die Flucht. Five erschießt einen Agenten, da sie Nine für sich selbst haben wollte und bringt sich selber zufrieden um, mit den Gedanken Nine ist sicher und ihr Spiel ist beendet, da ihr sowieso nicht viel Zeit übrigbleibt wie für Nine. Da die Pressekonferenz nicht stattfand, beginnt der Countdown der Bombe. Lisa findet den schwer verletzten Twelve und gemeinsam beobachten sie die Explosion, die jedoch in der Stratosphäre stattfindet. Es wird kein Mensch getötet, aber fast alle elektronischen Geräte der Region versagen. Die beiden gehen in die verfallene Einrichtung des Athena-Plans, wo sie Nine treffen. Schließlich trifft auch Shibazaki ein und will sie festnehmen, damit sie wie geplant der Welt von den Machenschaften der Politiker berichten können. Denn jetzt, da alle Aufmerksamkeit auf sie gerichtet ist, sind sie sich sicher von allen gehört zu werden. Doch die USA greifen ein, um zu verhindern, dass geheime Informationen an die Öffentlichkeit gelangen. Damit sie nicht eine weitere Atombombe zünden, verspricht Shibazaki den beiden vor ihrem Tod, dass er ihre Geschichte veröffentlichen wird. So macht dann er an ihrer statt die geheimen Projekte der Öffentlichkeit bekannt.

## Produktion und Veröffentlichung
Die Serie entstand nach einem Konzept von Shin’ichirō Watanabe, der bei der Produktion auch Regie führte. Nach seinem vorherigen, humoristischen Werk Space Dandy wollte Watanabe sich ernsthaften Themen widmen. Dazu ließ er sich von zeitgeschichtlichen Ereignissen wie den Anschlägen am 11. September 2001, den Enthüllungen von WikiLeaks und Edward Snowden sowie den Herausforderungen des Internets für die Sicherheit inspirieren. Ausgangspunkt der Geschichte war für Watanabe die Frage, was passiert wenn desillusionierte und technisch versierte Jugendliche die moderne Technik nutzen, um mit Terror Angst zu verbreiten. Politische Absichten verfolgte er mit der Serie jedoch nach eigener Aussage nicht. Mit dem Konzept ging Watanabe zu Studio MAPPA, wo der Anime schließlich produziert wurde, da er zuvor für Kids on the Slope gut mit ihnen zusammengearbeitet hatte. Die Produzenten waren Makoto Kimura und Takamitsu Inoue. Das Charakterdesign entwarf Kazuto Nakazawa und die künstlerische Leitung lag bei Hidetoshi Kaneko.
Die Serie wurde von Fuji TV und weiteren 14 Sendern des Networks im Programmblock noitaminA gezeigt, sie startete am 11. Juli 2014 nach Mitternacht (und damit am vorigen Fernsehtag) und lief bis zum 26. September. Eine deutsche Synchronfassung erschien, aufgeteilt in zwei Volumes, am 29. Mai und 10. Juli 2015 bei Universum Anime auf DVD und Blu-ray. Es wurden außerdem weltweit englisch untertitelte und synchronisierte Fassungen von mehreren Unternehmen veröffentlicht, sowie französische, spanische und italienische.

### Synchronisation
Die deutsche Synchronfassung entstand beim Studio EuroSync.
| Rolle                | japanischer Sprecher (Seiyū) | deutscher Sprecher |
| -------------------- | ---------------------------- | ------------------ |
| Tōji „Twelve“ Hisami | Sōma Saitō                   | Dirk Petrick       |
| Arata „Nine“ Kokonoe | Kaito Ishikawa               | Julius Jellinek    |
| Lisa Mishima         | Atsumi Tanezaki              | Lisa May-Mitsching |
| Kenjirō Shibazaki    | Shunsuke Sakuya              | Thomas Schmuckert  |

### Musik
Als Musik zur Serie komponierte Yōko Kanno einen durch jazzige, rockige und elektronische Klänge geprägten Soundtrack. Das Elektropop-Titellied Trigger, ebenfalls komponiert von Kanno, wurde gesungen von Yūki Ozaki, Frontmann der Band Galileo Galilei. Der Abspann wurde unterlegt mit Dare ka, umi o. (誰か、海を。) von Aimer.

## Theaterstück
Eine Adaption der Geschichte für die Bühne, geschrieben von Jun Kumagai, wurde vom 2. bis 6. März 2016 im Zepp Blue Theater Roppongi in Tokio gezeigt. Regie führte Shūtarō Oku.

## Rezeption
Beim Media Arts Award 2014 wurde Zankyō no Terror von der Jury nominiert. 2015 war die Animeserie eine von 38 Anime- und Manga-Titeln, deren Verbreitung vom chinesischen Kulturministerium in China verboten wurde. Die Anordnung gilt insbesondere für Websites.
Die deutsche Zeitschrift Animania lobt den „spannend gestrickten Thriller“ für das gelungene Aufgreifen vieler aktueller, brisanter gesellschaftlicher Themen wie Terror, Cyberkriminalität oder Mobbing unter Jugendlichen. Doch auch wenn die Handlung spannend sei, die Geschichte mit vielen Bildern frappierend an reale Ereignisse erinnere und sich erschreckend nahe am realistisch Möglichen bewege, weise sie einige logische Lücken auf. Dafür sei der Anime produktionstechnisch „über jeden Zweifel erhaben“ und „auf herausragend hohem Niveau“. Die realistische Handlung werde gut von den ebenfalls realistisch gehaltenen Charakterdesigns und detailgetreuer Darstellung technischer Elemente, so häufige Einbindung von Bildschirmen, Monitoren und Smartphones, unterstützt. Hin und wieder werden gut umgesetzte Actionszenen eingestreut, der Fokus der Geschichte liege aber eindeutig auf der Charakterentwicklung. Auch die Musik wird gelobt, auch wenn sie weniger „prägnante Melodien“ als mehr eine „dichte Atmosphäre“ auszeichne. Auch die deutsche Synchronfassung sei gelungen.